# Monolepta congoensis
Monolepta congoensis is een keversoort uit de familie bladkevers (Chrysomelidae). De wetenschappelijke naam van de soort werd in 2002 gepubliceerd door Oldfield Thomas Wagner.